# Gnoma suturalis
Gnoma suturalis är en skalbaggsart som beskrevs av John Obadiah Westwood 1832. Gnoma suturalis ingår i släktet Gnoma och familjen långhorningar.
Artens utbredningsområde är Filippinerna. Inga underarter finns listade i Catalogue of Life.